# Вильгельм де Мойон
Вильгельм де Мойон (более поздний вариант имени — Уильям де Могун или Уильям де Мун; англ. William de Mohun; ок. 1090 — ок. 1155) — англонормандский рыцарь, участник гражданской войны в Англии 1135—1154 годов на стороне императрицы Матильды, 1-й граф Сомерсет.

## Биография
Вильгельм был сыном нормандского рыцаря Вильгельма де Мойона I (ум. ок. 1090), владельца небольшой сеньории Мойон в десяти километрах к югу от города Сен-Ло в Нижней Нормандии. Отец, вероятно, участвовал в нормандском завоевании Англии, за что получил достаточно крупные земельные пожалования в западноанглийских графствах. По данным «Книги страшного суда», в 1086 году Вильгельм де Мойон I обладал 54 манорами в Сомерсетшире, одиннадцатью в Дорсете и по одному в Девоне и Уилтшире. Кроме того он занимал должность шерифа Сомерсетшира.
Собственно о Вильгельме де Мойоне II известно мало. В период гражданской войны в Англии 1135—1154 годов он, как и подавляющее число баронов западноанглийских графств, примкнул к сторонникам императрицы Матильды. После того, как императрица в 1141 году на короткое время овладела английским престолом, Вильгельм был пожалован титулом графа Сомерсета. Об этом свидетельствует сохранившаяся хартия об основании монастыря Брутон в Сомерсетшире, где он упомянут как «Willelmus de Moyon, comes Somersetensis». Автор «Деяний Стефана» называет Вильгельма графом Дорсета. Этот титул, однако, менее вероятен, учитывая тот факт, что Дорсет являлся одним из четырёх графств, которые Матильда предоставила на выбор Обри де Веру в том же году.
Титул графа Сомерсета не был признан за Вильгельмом де Мойоном королём Стефаном Блуаским. Генрих II, сын императрицы Матильды, вступивший на английский престол в 1154 году, также отказался признавать право Вильгельма на этот титул. В результате титул прекратил существование. Потомки Вильгельма из дома де Могун уже не использовали и не претендовали на использование графского титула.
Известно также, что Вильгельм де Мойон был обладателем замка Данстер на берегу Бристольского залива, который был построен, очевидно по типичному нормандскому образцу «motte and bailey», ещё его отцом. По названию замка Вильгельм и его потомки именовались сеньорами Данстера. Замок оставался во владении дома де Могун до 1376 года.

## Брак и дети
По неподтверждённым данным, Вильгельм де Мойон был женат на Агнессе де Гант (ум. ок 1155), дочери Вальтера де Ганта и сестре Гилберта де Ганта, графа Линкольна. Они имели, по крайней мере, одного сына:
- Уильям де Могун (ум. ок. 1176), сеньор Данстера, женат на Годего де Тосни, дочери Роджера де Тосни, сеньора Конша (Верхняя Нормандия) и Фламстеда (Хертфордшир). Его потомки — лорды Данстера и бароны Могун.